# Jorge Barousse Moreno
Jorge Horacio Barousse Moreno (Chihuahua, 1948 - Ibidém, 1 de julio de 2002) fue un político mexicano, miembro del Partido Revolucionario Institucional que fue presidente Municipal de la Ciudad de Chihuahua durante menos de un año pues falleció en el ejercicio del cargo.
Jorge Barousse fue un político muy cercano a Patricio Martínez García, cuando este fue presidente Municipal de Chihuahua, ocupó la dirección de Obras Públicas municipales y cuando Martínez se convirtió en Gobernador de Chihuahua en 1998 lo nombró como Secretario de Comunicaciones y Obras Públicas, en 2001 fue postulado candidato del PRI a Presidente municipal de Chihuahua y en las elecciones municipales derrotó al candidato del PAN, Gustavo Madero Muñoz, tomó posesión el 10 de octubre de 2001 para un periodo de tres años que no llegó a terminar por haber fallecido de un infarto el día 1 de julio de 2002.
Jorge Horacio Barousse Moreno fue familiar de Cristopher James Barousse. Este último fue director del Instituto Chihuahuense de la Juventud de 2010 a 2012 y líder juvenil de la Red de Jóvenes por México del Partido Revolucionario Institucional.